# Giuseppe Tresca
Giuseppe Tresca (Sciacca, 1710 – Palermo, 1795) è stato un pittore italiano, fu un esponente minore del XVIII secolo in Sicilia.

## Biografia
La sua formazione artistica ebbe inizio a opera del padre Calogero, modesto pittore e proseguì a Roma alla scuola del Sebastiano Conca.
Tornato a Palermo nel 1751 riscosse un certo successo. La sua notorietà è dovuta in buona misura anche al fatto di essere stato il maestro del quattordicenne Giuseppe Velasco. I biografi ritengono che Velasco non avesse nulla da guadagnarci.
Sue opere si trovano in varie chiese siciliane dei Nebrodi e della Val di Noto.

## Opere

### Agrigento e provincia
- 1770, Ciclo, affreschi raffiguranti l'Estasi di san Francesco, la Madonna delle Grazie, la Gloria dei Santi Francescani nella volta centrale della chiesa dello Spirito Santo di Canicattì.
- 1770, Apparizione della Vergine a san Gaetano, dipinto, opera custodita nel duomo di San Pancrazio di Canicattì.

### Caltanissetta e provincia
- 1786, Assunzione della Madonna, dipinto su tela, opera custodita nella duomo di Santa Maria Assunta di Gela.
- 1788, Sacra Famiglia con san Giovannino, dipinto su tela, opera custodita nella duomo di Santa Maria Assunta di Gela.
- 1793, San Francesco Saverio, dipinto su tela, opera custodita nella duomo di Santa Maria Assunta di Gela.

### Messina e provincia

#### Ficarra
- XVIII secolo, Ciclo, dipinti, opere documentate nel santuario dell'Annunziata.

#### Galati Mamertino
Duomo di Maria Santissima Assunta
- 1751, Assunzione, olio su tela.
- 1753, Ciclo comprendente i dipinti raffiguranti San Giacomo Apostolo, San Vincenzo Ferreri, San Michele Arcangelo, Presentazione di Gesù al tempio, Madonna del Rosario, Sant'Antonio da Padova, San Francesco Saverio, opere custodite nel duomo di Santa Maria Assunta.

#### Longi
- 1755, Giudizio Universale, dipinto su tavola, opera custodita nel duomo di San Michele Arcangelo.

### Palermo e provincia
- 1744, Ciclo, affreschi della volta centrale: Assunzione e Incoronazione della Vergine al cospetto del Collegio Apostolico, Abramo, la Regina Esther, Re Davide, Giuditta, Giacobbe, Giale, Re Salomone, Rebecca, simboli biblici: Arca di Noè, Arcobaleno, Nube luminosa, Palma, Specchio senza macchia, Cedro del Libano, Cipresso del Monte Sion, Bastone di Aronne, opere realizzate nel duomo di Sant'Erasmo Vescovo e Martire di Capaci.

### Ragusa e provincia
- 1787, San Giorgio, dipinto su tela, opera presente nel duomo di San Giorgio di Ragusa.

### Trapani e provincia
- 1767, Ciclo, affreschi in collaborazione col discepolo Giuseppe Velasco nella realizzazione delle volte della navata centrale: La Regina Ester al cospetto di Re Assuero, Giuditta, Assunzione della Madonna al Cielo. Quattro quadri, due del Nuovo Testamento lato Vangelo e due del Vecchio Testamento lato epistola nel duomo della Vergine Santissima del Soccorso di Castellammare del Golfo.